# Yamaha RD 200
Die Yamaha RD 200 war ein 1972 von Yamaha vorgestelltes Motorrad, das bis 1981 gebaut wurde.

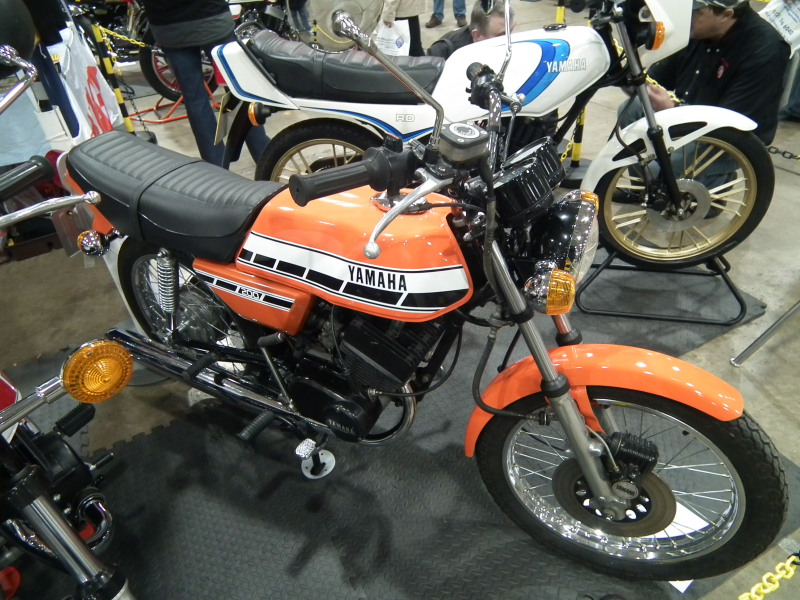
Yamaha RD200DX (Motorrad in der Mitte)- 11th Classic Japanese-Modern Classic MC Show,Stoneleigh Park,Coventry 6 Feb 2011

## Motor
Der Motor ist ein luftgekühlter Zweizylinder-Zweitakt-Motor. Eine Bohrung von 52 mm und ein Hub von 46 mm ergeben einen Hubraum von 195 cm³. Bei 8.500/min erreicht der Motor seine Nennleistung von 16 kW (22 PS). Der Motor konnte mit dem Kickstarter oder mit dem E-Starter angelassen werden. Er ist eine Weiterentwicklung der Vorgängermodelle von 1971 (CS 3) und 1972 (CS5). Der Verbrauch liegt bei 6 l/100 km. Der Tank hat ein Fassungsvermögen von 11,5 l.
Mit den RD-Modellen führte Yamaha die Membransteuerung ein. Die Membransteuerung verbessert den Drehmomentverlauf und senkt den Verbrauch. Die Getrenntschmierung des Motors arbeitet last- und drehzahlabhängig mit einer Ölpumpe, die Öl aus einem separaten Öltank fördert und in den Ansaugkanal spritzt. Das Verfahren wird von Yamaha als „Auto Lube“ bezeichnet, Vorteil ist ein geringerer Schmierölverbrauch, was eine leichte Verbesserung bei den Abgaswerten zur Folge hat.

## Getriebe und Kraftübertragung
Über ein 5-Gang-Getriebe wird das Antriebsmoment über eine Rollenkette an das Hinterrad übertragen.

## Fahrwerk und Bremsen
Das Fahrwerk der Yamaha RD 200 bestand aus einem Stahl-Rohrrahmen mit zwei Federbeinen hinten, die sich dreifach verstellen ließen. (Weich, Mittel, Hart) Die Soziusfußrasten waren an der Schwinge befestigt. Für den Sozius ist dies weniger komfortabel, da die Schwinge sich bei Fahrbahnunebenheiten nach unten und oben bewegt. Vorn kam eine hydraulisch gedämpfte Telegabel mit 93 mm Federweg zum Einsatz.
Bis 1976 gab es für beide Räder Trommelbremsen. Ab 1976 hatte das Vorderrad eine Scheibenbremse mit einer Bremsscheibe (Durchmesser 245 mm). Hinten wurde mit einer Trommelbremse (Durchmesser 125 mm) verzögert. Scheibenbremsen haben höhere Bremsleistungen als Trommelbremsen, u. a. weil die beim Bremsen entstehende Wärme durch die sich frei im Luftstrom befindliche Scheibe besser abgeführt wird.
Die japanische Version war von Anfang an mit einer Scheibenbremse am Vorderrad ausgerüstet war.

## Handling
Das Handling des kleinen Allrounders gilt auch heute noch als gut. Vereinzelt äußerten Kritiker, die Maschine neige zu Schlingerbewegungen. Hier gibt es aus der Anhängerschaft Ratschläge zur Abhilfe: Tausch des Touringlenkers gegen einen kurzen, geraden Lenker. Durch das nach vorne verlagerte Gewicht des Fahrers erhöht sich der Druck auf das Vorderrad.

## Weitere Motorisierungen
Ab 1977 wurden in Deutschland die Versicherungsklassen für Motorräder nicht mehr nach dem Hubraum, sondern nach der Motorleistung berechnet. Darauf reagierten alle japanischen Hersteller. So wurde die RD 200 deshalb auch als gedrosselte Version mit 12,5 kW (17 PS) angeboten. Der Neupreis betrug 3.334 DM.